# 코리엔테스주
코리엔테스주(스페인어: Corrientes, 과라니어: Taragui Tetãmini)는 아르헨티나의 주로, 이 나라의 북동부 메소포타미아 지방에 자리 잡고 있다. 코리엔테스란 에스파냐어로 "흐름", "빠름"을 뜻한다. 주도는 코리엔테스이다.

## 역사
원주민으로서는 주로 과라니족이 살고 있었다. 주도인 코리엔테스는 아순시온과 부에노스아이레스의 중간 지점으로 1588년 4월 3일에 후안 토레스 베라 이 아라곤에 의해서 건설되었다. 예수회가 주의 북부에 예수회 전도관을 만들어, 그들은 그곳에서 과라니족의 포교를 확대했다.
스페인으로부터의 독립전쟁에 즈음하여 코리엔테스 주는 호세 아르티가스의 연방 동맹에 참가했다. 연방 동맹에 속한 엔트레리오스주의 프란시스코 라미레스 장군은 통령이었던 아르티가스 장군이 포르투갈에 패배하여 파라과이에 망명한 후에도 연방 동맹의 장군으로서 부에노스아이레스와 싸워 승리하여 1820년부터 1년간 지금의 코리엔테스 주와 엔트레리오스주와 미시오네스 주를 맞추어 《엔트레 리오스 공화국》을 수립했다.
1830년 코리엔테스 주의 군대가 미시오네스 주를 정복하지만, 미시오네스 주는 1838년에 파라과이의 영토가 된다.
전쟁이 한창이었던 1842년 부에노스아이레스주 지사 후안 마누엘 데 로사스의 독재에 대항하여, 산타페주와 함께 독립을 선언했다. 이것에는 파라과이에 의한 지원이 있었다고 한다. 두 주를 합병하기 위해서 우루과이로부터 후르크트오소 리베라가 고용한 쥬제뻬 걸리버 루디가 침공해 오지만, 패퇴 당하고 만다. 1850년에 엔트레 리오스 주의 우르키사에 점령되어 삼국 동맹 전쟁에서는 파라과이군의 침공을 당했다.

## 지리
서쪽은 파라나강이 동쪽은 우루과이강이 둘러싸고 있다. 북부는 아열대 기후에 속해 소나기가 내린다. 남부는 팜파스 기후이다. 많은 국립공원과 예수회 전도관의 자취가 남아 있다.
인접 지역으로는 (북쪽에서 시계 방향으로) 파라과이, 미시오네스 주, 브라질, 우루과이, 엔트레리오스주, 산타페주, 차코주이다.

## 경제
담배, 쌀, 마테 차, 오렌지류, 면화 등이 재배된다. 다른 리트랄 지역과 같이 유칼리를 사용한 임업이 번성하다.

## 문화
안데스 음악인 차마메의 발상지로서 유명하다. 코리엔테스주는 아르헨티나에서는 유일하게 적지 않은 수의 흑인이 살고 있어 흑인 문화의 영향을 살펴볼 수 있는 곳이다. 라스 기도 드브레는 차마메를 보다 리드미컬하게 한 것이다. 흑인은 칸바(과라니말로 '검다'를 나타낸다)로 불리며 그들 독자적인 지역을 가지고 있다.
흑인의 영향은 카니발에도 나타나며 아르헨티나 전 국토에서도 코리엔테스 카니발 축제는 가장 다채롭다.

## 행정 구역
25개 군을 관할한다.
- 코리엔테스 (주도)
- 베론데아스트라다
- 베야비스타
- 콘셉시온
- 쿠루수쿠아티아 (Curuzú Cuatiá)
- 엠페드라도 (Empedrado)
- 에스키나 (Esquina)
- 알베아르 (Alvear)
- 고야 (Goya)
- 이타티 (Itatí)
- 이투사인고 (Ituzaingó)
- 라바예 (Lavalle)
- 메르세데스 (Mercedes)
- 몬테카세로스 (Monte Caseros)
- 파소데로스리브레스 (Paso de los Libres)
- 살라다스 (Saladas)
- 산코스메 (San Cosme)
- 산루이스델팔마르 (San Luis del Palmar)
- 라크루스 (La Cruz)
- 산미겔 (San Miguel)
- 산로케 (San Roque)
- 산토토메 (Santo Tomé)
- 사우세 (Sauce)